# Presidente do Parlamento do Mercosul
O Presidente do Parlamento do Mercosul é o cargo parlamentar responsável por presidir o Parlamento do Mercosul. 

## Competências
O Presidente representa o Parlamento de acordo com o Protocolo Constitutivo do Parlamento do Mercosul e com as disposições do Regimento e faz as comunicações oficiais e pode delegar as atribuições que sejam autorizadas pelo Regimento do Parlamento e as competências e obrigações do cargo são regidas pelo Protocolo Constitutivo do Parlamento do Mercosul: e elencadas no artigo 52 do Regimento Interno do Parlamento do MERCOSUL
- Observar e fazer observar o Protocolo Constitutivo do Parlamento do Mercosul e o Regimento;
- Preparar a ordem do dia e submetê-la à aprovação da Mesa Diretora; c) presidir as sessões, garantir as discussões, propor as votações e proclamar os resultados;
- Convocar os Parlamentares, chamá-los ao recinto e iniciar as sessões;
- Passar ao intervalo (quarto intermédio) por solicitação de Parlamentar, aprovada nos termos desse Regimento;
- Suspender a sessão por até 60 (sessenta) minutos, em caso de desordem ou atividade protocolar;
- Levantar a sessão por falta de quórum ou por solicitação de Parlamentar, aprovada nos termos desse Regimento;
- Revogar a convocação de uma sessão, quando não houver atos de trâmite parlamentar ou existirem circunstâncias excepcionais que assim o aconselhem;
- Comunicar os assuntos apresentados e distribuir os diferentes assuntos entre as comissões ou ao Plenário, conforme o caso;
- Chamar os Parlamentares à ordem durante a sessão e, se apesar de tal advertência, não se corrigirem ou alegarem não a haverem merecido, o Presidente se dirigirá ao Plenário, pedindo-lhe autorização para chamá-los à ordem, e, sem discussão alguma, o referido colegiado decidirá.
- Receber, ante o Plenário, o compromisso dos Parlamentares eleitos, para sua posse;
- Proibir a entrada no recinto de pessoas cuja presença, a seu juízo, não for conveniente para a ordem, a dignidade ou o decoro do Parlamento;
- Ordenar os gastos e os pagamentos;
- Firmar e rubricar as atas das sessões do Parlamento;
- Ordenar a publicação do diário das sessões;
- Convocar as sessões;
- Exercer todas as demais funções que sejam necessárias para o eficaz cumprimento de seu cargo.

## Lista de presidentes
| Nº | País      | Presidente                   | Início do mandato       | Fim do mandato          | Referências e notas |
| -- | --------- | ---------------------------- | ----------------------- | ----------------------- | ------------------- |
| 1  | Paraguai  | Alfonso González Núñez       | 7 de maio de 2007       | 25 de junho de 2007     | [ 3 ]               |
| 2  | Uruguai   | Roberto Conde                | 5 de junho de 2007      | 18 de dezembro de 2007  | [ 4 ]               |
| 3  | Argentina | José Pampuro                 | 18 de dezembro de 2007  | 27 de junho de 2008     | [ 5 ]               |
| 4  | Brasil    | Dr. Rosinha                  | 28 de junho de 2008     | 10 de fevereiro de 2009 | [ 6 ]               |
| 5  | Paraguai  | Ignacio Mendoza Unzaín       | 10 de fevereiro de 2009 | 17 de agosto de 2009    |                     |
| 6  | Uruguai   | Juan José Domínguez          | 17 de agosto de 2009    | 9 de fevereiro de 2010  | [ 7 ]               |
| 7  | Argentina | José Pampuro                 | 9 de fevereiro de 2010  | 9 de agosto de 2010     | [ 8 ]               |
| 8  | Brasil    | Aloizio Mercadante           | 9 de agosto de 2010     | 6 de junho de 2011      | [ 9 ]               |
| 9  | Paraguai  | Ignacio Mendoza Unzaín       | 7 de junho de 2011      | 30 de junho de 2013     |                     |
| 10 | Uruguai   | Rubén Martínez Huelmo        | 1º de julho de 2013     | 15 de fevereiro de 2015 | [ 10 ]              |
| 11 | Venezuela | Saúl Ortega                  | 26 de fevereiro de 2015 | 31 de dezembro de 2015  | [ 11 ]              |
| 12 | Argentina | Jorge Taiana                 | 1º de janeiro de 2016   | 1º de dezembro de 2016  | [ 12 ]              |
| 13 | Brasil    | Arlindo Chinaglia            | 1º de dezembro de 2016  | 31 de dezembro de 2017  | [ 13 ]              |
| 14 | Paraguai  | Tomás Enrique Bittar Navarro | 1º de janeiro de 2018   | 10 de dezembro de 2018  | [ 14 ]              |
| 15 | Uruguai   | Daniel Caggiani              | 10 de dezembro de 2018  | 31 de dezembro de 2019  | [ 15 ]              |
| 16 | Argentina | Oscar Alberto Laborde        | 1º de janeiro de 2020   | 31 de dezembro de 2020  | [ 16 ]              |
| 17 | Brasil    | Celso Russomano              | 1º de janeiro de 2021   | 31 de dezembro de 2021  | [ 17 ]              |
| 18 | Paraguai  | Tomás Enrique Bittar Navarro | 1º de janeiro de 2022   | 31 de dezembro de 2022  | [ 18 ]              |
| 19 | Uruguai   | Gustavo Penadés              | 1º de janeiro de 2023   | 7 de maio de 2023       | [ 19 ]              |
| 20 | Argentina | Cecilia Britto (interina)    | 8 de maio de 2023       | 7 de junho de 2023      | [ 20 ]              |
| 21 | Uruguai   | Rubén Bacigalupe             | 8 de junho de 2023      | 26 de junho de 2023     | [ 21 ]              |
| 22 | Uruguai   | Mario Colman                 | 26 de junho de 2023     | 31 de dezembro de 2023  | [ 22 ]              |
| 23 | Argentina | Alfredo Olmedo               | 1º de janeiro de 2024   | 29 de abril de 2024     |                     |
| 24 | Argentina | Fabiana Martin               | 29 de abril de 2024     | 31 de dezembro de 2024  |                     |
| 25 | Brasil    | Arlindo Chinaglia            | 1º de janeiro de 2025   | até a atualidade        | [ 23 ]              |